# Rhinacloa forticornis
Rhinacloa forticornis är en insektsart som beskrevs av Reuter 1876. Rhinacloa forticornis ingår i släktet Rhinacloa och familjen ängsskinnbaggar. Inga underarter finns listade i Catalogue of Life.